# Élections législatives de 1988 en Ille-et-Vilaine
Les élections législatives françaises de 1988 se déroulent les 5 et 12 juin 1988. Dans le département, sept députés sont à élire dans le cadre de sept circonscriptions, soit une de plus que lors des législatures précédentes, en raison du redécoupage électoral.

## Élus
| Circonscription | Député sortant        | Parti                 | Parti                 | Député élu ou réélu   | Parti | Parti     |
| --------------- | --------------------- | --------------------- | --------------------- | --------------------- | ----- | --------- |
| 1re             | Scrutin proportionnel | Scrutin proportionnel | Scrutin proportionnel | Jean-Michel Boucheron |       | PS        |
| 2e              | Scrutin proportionnel | Scrutin proportionnel | Scrutin proportionnel | Edmond Hervé          |       | PS        |
| 3e              | Scrutin proportionnel | Scrutin proportionnel | Scrutin proportionnel | Yves Fréville         |       | UDF (CDS) |
| 4e              | Scrutin proportionnel | Scrutin proportionnel | Scrutin proportionnel | Alain Madelin         |       | UDF (PR)  |
| 5e              | Scrutin proportionnel | Scrutin proportionnel | Scrutin proportionnel | Pierre Méhaignerie    |       | UDF (CDS) |
| 6e              | Scrutin proportionnel | Scrutin proportionnel | Scrutin proportionnel | Michel Cointat        |       | RPR       |
| 7e              | Scrutin proportionnel | Scrutin proportionnel | Scrutin proportionnel | René Couanau          |       | UDF (CDS) |

## Positionnement des partis
L'UDF et le RPR se présentent unis sous l'étiquette « Union du Rassemblement et du Centre » tandis que les candidats du Parti socialiste se rangent sous la bannière de la « Majorité présidentielle pour la France unie », slogan de la campagne présidentielle de François Mitterrand.
Dans la circonscription de Fougères, deux députés sortants sont candidats : Michel Cointat pour le RPR et Clément Théaudin pour le PS. Par ailleurs, Marie-Thérèse Boisseau et René Couanau (UDF-CDS), qui avaient remplacé Alain Madelin et Pierre Méhaignerie nommés ministres en 1986, sont respectivement suppléante de Michel Cointat et candidat dans la circonscription de Saint-Malo.

## Résultats
Les résultats des élections proviennent du quotidien Le Monde,.

### Résultats à l'échelle du département
| Parti          | Parti                               | Premier tour | Premier tour | Second tour | Second tour | Sièges |
| Parti          | Parti                               | Voix         | %            | Voix        | %           | Sièges |
| -------------- | ----------------------------------- | ------------ | ------------ | ----------- | ----------- | ------ |
|                | Union pour la démocratie française  | 129 118      | 37,04        | 58 766      | 36,23       | 4      |
|                | Rassemblement pour la République    | 42 354       | 12,15        | 23 604      | 14,55       | 1      |
|                | Divers droite                       | 1 460        | 0,42         |             |             | 0      |
|                | Union du Rassemblement et du Centre | 172 932      | 49,61        | 82 370      | 50,78       | 5      |
|                |                                     |              |              |             |             |        |
|                | Parti socialiste                    | 134 381      | 38,55        | 79 842      | 49,22       | 2      |
|                | Divers gauche                       | 707          | 0,20         |             |             | 0      |
|                | La France unie                      | 135 088      | 38,75        | 79 842      | 49,22       | 2      |
|                |                                     |              |              |             |             |        |
|                | Front national                      | 16 850       | 4,83         |             |             | 0      |
|                | Parti communiste français           | 15 093       | 4,33         | 0           |             |        |
|                | Les Verts                           | 5 885        | 1,69         | 0           |             |        |
|                | Extrême gauche dont AREV            | 2 734        | 0,78         | 0           |             |        |
|                |                                     |              |              |             |             |        |
| Inscrits       | Inscrits                            | 531 877      | 100,00       | 231 787     | 100,00      | 7      |
| Abstentions    | Abstentions                         | 176 567      | 33,2         | 66 639      | 28,75       |        |
| Votants        | Votants                             | 355 310      | 66,8         | 165 148     | 71,25       |        |
| Blancs et nuls | Blancs et nuls                      | 6 728        | 1,89         | 2 936       | 1,78        |        |
| Exprimés       | Exprimés                            | 348 582      | 98,11        | 162 212     | 98,22       |        |

### Résultats par circonscription

#### Première circonscription (Rennes-Sud)
|                | Jean-Michel Boucheron sortant réélu | PS             | 18 974 | 50,69  |  |  |  |
|                | Jean-Pierre Dagorn                  | UDF (PR) (URC) | 11 853 | 31,67  |  |  |  |
|                | Christian Benoist                   | PCF            | 2 803  | 7,48   |  |  |  |
|                | Hubert Sachot                       | FN             | 2 071  | 5,53   |  |  |  |
|                | Anne-Marie Daniel                   | Extrême gauche | 1 234  | 3,29   |  |  |  |
|                | Hilaire Fournier                    | Divers gauche  | 490    | 1,30   |  |  |  |
|                |                                     |                |        |        |  |  |  |
| Inscrits       | Inscrits                            | Inscrits       | 65 318 | 100,00 |  |  |  |
| Abstentions    | Abstentions                         | Abstentions    | 27 270 | 41,75  |  |  |  |
| Votants        | Votants                             | Votants        | 38 048 | 58,25  |  |  |  |
| Blancs et nuls | Blancs et nuls                      | Blancs et nuls | 623    | 1,64   |  |  |  |
| Exprimés       | Exprimés                            | Exprimés       | 37 425 | 98,36  |  |  |  |

#### Deuxième circonscription (Rennes-Nord)
| Candidat       | Candidat                   | Parti          | Premier tour | Premier tour | Second tour | Second tour |  |
| Candidat       | Candidat                   | Parti          | Voix         | %            | Voix        | %           |  |
| -------------- | -------------------------- | -------------- | ------------ | ------------ | ----------- | ----------- |  |
|                | Edmond Hervé sortant réélu | PS             | 23 373       | 47,70        | 29 455      | 55,51       |  |
|                | Claude Champaud            | RPR (URC)      | 18 091       | 36,92        | 23 604      | 44,49       |  |
|                | Yves Cochet                | Les Verts      | 3 192        | 6,51         |             |             |  |
|                | Pierre Michaux             | FN             | 2 576        | 5,25         |             |             |  |
|                | Françoise Lancelot         | PCF            | 1 544        | 3,15         |             |             |  |
|                | Jacques Ars                | Divers gauche  | 217          | 0,44         |             |             |  |
|                |                            |                |              |              |             |             |  |
| Inscrits       | Inscrits                   | Inscrits       | 75 636       | 100,00       | 75 729      | 100,00      |  |
| Abstentions    | Abstentions                | Abstentions    | 25 988       | 34,36        | 21 848      | 28,85       |  |
| Votants        | Votants                    | Votants        | 49 648       | 65,64        | 53 881      | 71,15       |  |
| Blancs et nuls | Blancs et nuls             | Blancs et nuls | 655          | 1,32         | 822         | 1,53        |  |
| Exprimés       | Exprimés                   | Exprimés       | 48 993       | 98,68        | 53 059      | 98,47       |  |

#### Troisième circonscription (Rennes - Montfort)
| Candidat       | Candidat                    | Parti           | Premier tour | Premier tour | Second tour | Second tour |  |
| Candidat       | Candidat                    | Parti           | Voix         | %            | Voix        | %           |  |
| -------------- | --------------------------- | --------------- | ------------ | ------------ | ----------- | ----------- |  |
|                | Yves Fréville sortant réélu | UDF (CDS) (URC) | 21 746       | 48,52        | 25 725      | 51,96       |  |
|                | Marcel Rogemont             | PS              | 17 493       | 39,03        | 23 783      | 48,04       |  |
|                | Yann Clerc                  | FN              | 2 149        | 4,79         |             |             |  |
|                | Éric Berroche               | PCF             | 1 922        | 4,28         |             |             |  |
|                | Janine Palm                 | AREV            | 1 500        | 3,34         |             |             |  |
|                |                             |                 |              |              |             |             |  |
| Inscrits       | Inscrits                    | Inscrits        | 71 924       | 100,00       | 71 921      | 100,00      |  |
| Abstentions    | Abstentions                 | Abstentions     | 26 356       | 36,64        | 21 649      | 30,1        |  |
| Votants        | Votants                     | Votants         | 45 568       | 63,36        | 50 272      | 69,9        |  |
| Blancs et nuls | Blancs et nuls              | Blancs et nuls  | 758          | 1,66         | 764         | 1,52        |  |
| Exprimés       | Exprimés                    | Exprimés        | 44 810       | 98,34        | 49 508      | 98,48       |  |

#### Quatrième circonscription (Redon)
|                | Alain Madelin sortant réélu | UDF (PR) (URC) | 30 321 | 55,60  |  |  |  |
|                | Pierre Bourges              | PS             | 19 802 | 36,31  |  |  |  |
|                | André Chériaux              | PCF            | 2 216  | 4,06   |  |  |  |
|                | Marcel Soulaine             | FN             | 2 189  | 4,01   |  |  |  |
|                |                             |                |        |        |  |  |  |
| Inscrits       | Inscrits                    | Inscrits       | 78 267 | 100,00 |  |  |  |
| Abstentions    | Abstentions                 | Abstentions    | 23 026 | 29,42  |  |  |  |
| Votants        | Votants                     | Votants        | 55 241 | 70,58  |  |  |  |
| Blancs et nuls | Blancs et nuls              | Blancs et nuls | 713    | 1,29   |  |  |  |
| Exprimés       | Exprimés                    | Exprimés       | 54 528 | 98,71  |  |  |  |

#### Cinquième circonscription (Vitré)
|                | Pierre Méhaignerie sortant réélu | UDF (CDS) (URC) | 38 128 | 62,76  |  |  |  |
|                | Guy Gerbaud                      | PS              | 15 543 | 25,58  |  |  |  |
|                | Marcel Lacour                    | Les Verts       | 2 693  | 4,43   |  |  |  |
|                | Raymond Jouan                    | FN              | 2 645  | 4,35   |  |  |  |
|                | Jean Le Duff                     | PCF             | 1 743  | 2,86   |  |  |  |
|                |                                  |                 |        |        |  |  |  |
| Inscrits       | Inscrits                         | Inscrits        | 88 332 | 100,00 |  |  |  |
| Abstentions    | Abstentions                      | Abstentions     | 26 181 | 29,64  |  |  |  |
| Votants        | Votants                          | Votants         | 62 151 | 70,36  |  |  |  |
| Blancs et nuls | Blancs et nuls                   | Blancs et nuls  | 1 399  | 2,25   |  |  |  |
| Exprimés       | Exprimés                         | Exprimés        | 60 752 | 97,75  |  |  |  |

#### Sixième circonscription (Fougères)
|                | Michel Cointat sortant réélu | RPR (URC)      | 24 263 | 51,75  |  |  |  |
|                | Clément Théaudin sortant     | PS             | 19 081 | 40,70  |  |  |  |
|                | Jean Lanoé                   | FN             | 1 793  | 3,82   |  |  |  |
|                | Jean-Claude Guillerm         | PCF            | 1 739  | 3,70   |  |  |  |
|                |                              |                |        |        |  |  |  |
| Inscrits       | Inscrits                     | Inscrits       | 68 248 | 100,00 |  |  |  |
| Abstentions    | Abstentions                  | Abstentions    | 20 110 | 29,47  |  |  |  |
| Votants        | Votants                      | Votants        | 48 138 | 70,53  |  |  |  |
| Blancs et nuls | Blancs et nuls               | Blancs et nuls | 1 262  | 2,62   |  |  |  |
| Exprimés       | Exprimés                     | Exprimés       | 46 876 | 97,38  |  |  |  |

#### Septième circonscription (Saint-Malo)
| Candidat       | Candidat         | Parti           | Premier tour | Premier tour | Second tour | Second tour |  |
| Candidat       | Candidat         | Parti           | Voix         | %            | Voix        | %           |  |
| -------------- | ---------------- | --------------- | ------------ | ------------ | ----------- | ----------- |  |
|                | René Couanau élu | UDF (CDS) (URC) | 27 070       | 49,04        | 33 041      | 55,39       |  |
|                | Jacky Le Menn    | PS              | 20 115       | 36,44        | 26 604      | 44,61       |  |
|                | Jean Drouin      | FN              | 3 427        | 6,20         |             |             |  |
|                | Jean Lemaitre    | PCF             | 3 126        | 5,66         |             |             |  |
|                | Gwénaël Pierre   | Divers droite   | 1 460        | 2,64         |             |             |  |
|                |                  |                 |              |              |             |             |  |
| Inscrits       | Inscrits         | Inscrits        | 84 152       | 100,00       | 84 137      | 100,00      |  |
| Abstentions    | Abstentions      | Abstentions     | 27 636       | 32,84        | 23 142      | 27,51       |  |
| Votants        | Votants          | Votants         | 56 516       | 67,16        | 60 995      | 72,49       |  |
| Blancs et nuls | Blancs et nuls   | Blancs et nuls  | 1 318        | 2,33         | 1 350       | 2,21        |  |
| Exprimés       | Exprimés         | Exprimés        | 55 198       | 97,67        | 59 645      | 97,79       |  |

## Rappel des résultats départementaux des élections de 1986
| Circonscription      | Listes       | Listes       | Listes       | Listes     | Listes     | Listes     | Listes     | Listes   | Listes   | Listes   |
| Circonscription      | UDF          | PS           | RPR          | FN         | PCF        | DVG        | LO         | MRG      | MPPT     | I86      |
| -------------------- | ------------ | ------------ | ------------ | ---------- | ---------- | ---------- | ---------- | -------- | -------- | -------- |
| Circonscription      |              |              |              |            |            |            |            |          |          |          |
| 1re (Rennes-Sud)     | 25,42 11 616 | 47,67 21 782 | 13,70 6 264  | 4,56 2 087 | 5,33 2 439 | 1,01 464   | 1,03 473   | 0,50 231 | 0,40 184 | 0,32 150 |
| 2e (Rennes-Nord)     | 30,57 16 815 | 40,12 22 071 | 16,92 9 311  | 4,68 2 577 | 3,44 1 894 | 1,43 789   | 1,46 805   | 0,49 274 | 0,45 249 | 0,38 214 |
| 3e (Rennes-Montfort) | 32,98 21 231 | 39,58 25 480 | 15,26 9 825  | 4,26 2 742 | 3,36 2 168 | 1,32 854   | 1,68 1 086 | 0,52 341 | 0,49 319 | 0,49 316 |
| 4e (Redon)           | 44,54 19 859 | 32,30 14 400 | 11,51 5 134  | 4,14 1 849 | 3,45 1 542 | 0,94 421   | 1,60 714   | 0,40 181 | 0,57 257 | 0,49 220 |
| 5e (Vitré)           | 54,37 35 606 | 26,44 17 314 | 10,19 6 674  | 3,42 2 240 | 1,93 1 270 | 0,85 560   | 1,38 909   | 0,50 332 | 0,42 279 | 0,45 297 |
| 6e (Fougères)        | 35,42 18 340 | 30,79 15 944 | 24,23 12 549 | 3,43 1 781 | 2,75 1 425 | 0,75 390   | 1,42 738   | 0,37 194 | 0,40 208 | 0,40 209 |
| 7e (Saint-Malo)      | 30,61 18 790 | 29,98 18 400 | 20,19 12 393 | 6,08 3 736 | 3,78 2 321 | 6,44 3 954 | 1,56 960   | 0,45 279 | 0,42 263 | 0,44 272 |